# Mi-parti (Lutosławski)
Mi-parti is een compositie van Witold Lutosławski. Het werk is geschreven op verzoek van het Concergebouworkest en werd voltooid op 15 juni 1976. De titel verwijst naar dezelfde basis als Mi-parti in de kledingindustrie. De compositie is tweedelig (aaneengesloten) en bestaat uit twee even belangrijke delen. De delen verschillen onderling sterk van elkaar. Ook de omschrijving van de componist was tweedelig. Hij heeft het werk niet geschreven op basis van wat hij van het Concertgebouw wist, maar hield toch wel rekening met de klank van de houtblazers van dat orkest. De componist gaf leiding aan de eerste uitvoering. Hij gaf leiding aan het Concertgebouworkest, niet in het Concertgebouw, maar in De Doelen in Rotterdam. Bernard Haitink heeft ooit dit werk samen met zijn Concertgebouworkest uitgevoerd voor een radioprogramma in 1977, een officiële plaatopname maakte die combinatie nooit van het werk. 
Het werk bestaat uit een mysterieus begin, met wat de componist omschreef als “warme klanken”.  De muziek voert naar een climax, die uitmondt in een “ijzig geluid” (omschrijving componist) en chaos in de tiende minuut. Dit houdt even aan, maar na verloop van tijd keren de “warme klanken” terug.
Lutosławski schreef het voor groot orkest:
- 3 dwarsfluiten (III ook piccolo), 3 hobo’s, 3 klarinetten (III ook basklarinet), 3 fagotten
- 4 hoorns, 3 trompetten, 3 trombones, 1 tuba
- pauken, 3 man/vrouw percussie, 1 harp, 1  piano, 1 celesta
- violen (8 eerste, 7 tweede), 6 altviolen, 6 celli, 4 contrabassen

## Discografie
- Uitgave Naxos : Pools Nationaal Radio-Symfonieorkest o.l.v. Antoni Wit (opname 1997)
- Uitgave EMI Classics: idem o.l.v. componist (opname 1976/77)
- Uitgave Chandos: BBC Symphony Orchestra o.l.v. Yan Pascal Tortelier